# Antoni Riberaygua Sasplugas
Antoni Riberaygua Sasplugas est un homme politique andorran né le 24 août 1960.